# Astrociti di Alzheimer di tipo II

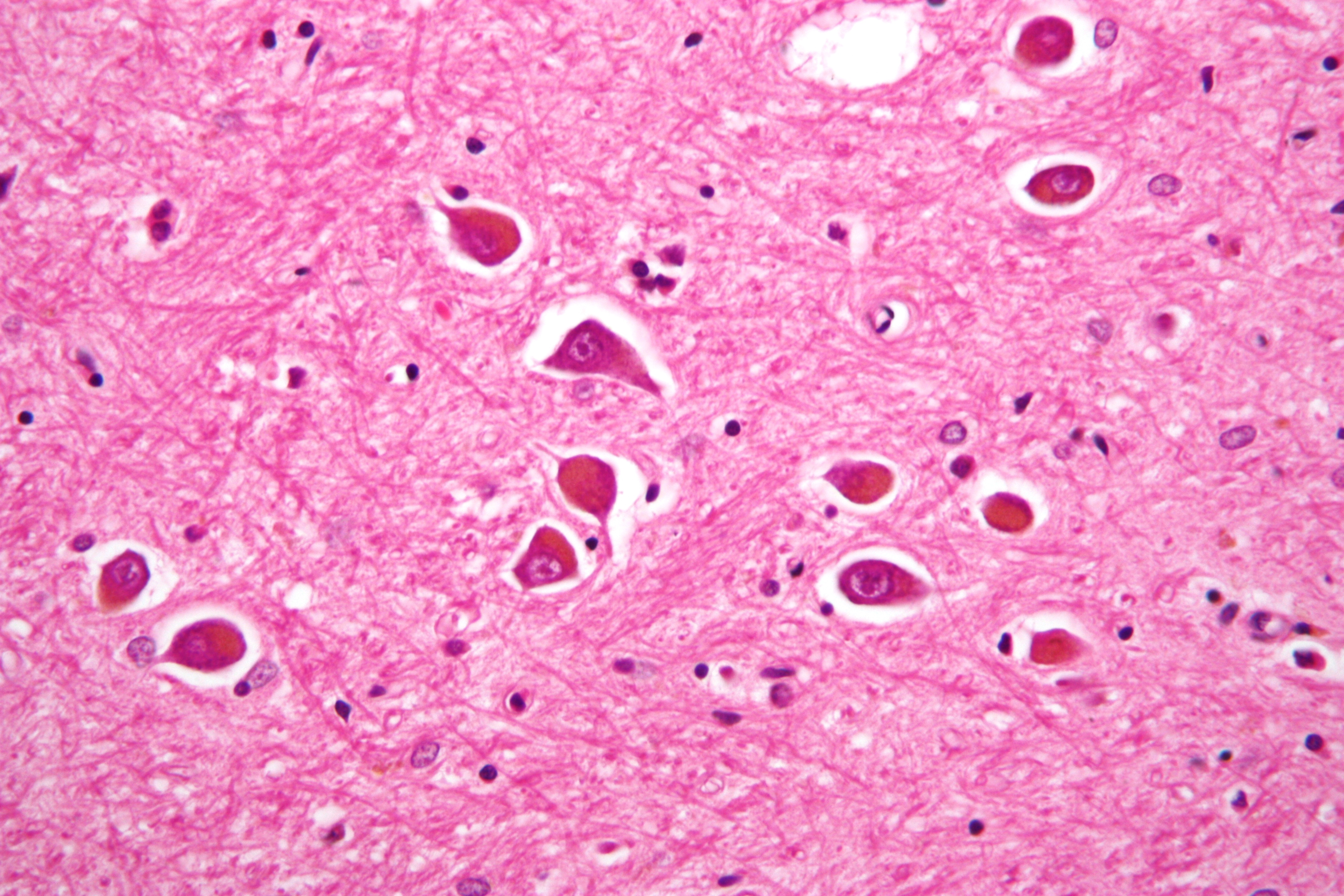
Immagine al microscopio di astrociti di Alzheimer di tipo II. Si notino i nuclei ingranditi di questi astrociti.

Si ritiene che gli astrociti di Alzheimer di tipo II siano una tipologia di cellule patologiche presenti nel cervello; tuttavia, la loro esatta natura rimane sconosciuta. Come altri astrociti, questi sono delle cellule gliali non neuronali. Non sono associati alla malattia di Alzheimer.

## Contesto
Gli astrociti appartengono a una classe di cellule gliali note per avere funzioni specializzate nel sistema nervoso centrale. Tra i molti ruoli biologici, gli astrociti sono importanti per lo sviluppo neuronale, per la trasmissione sinaptica, l'omeostasi e la neuroprotezione. Ad esempio, gli astrociti hanno molti trasportatori e canali ionici che consentono l'equilibrio ionico e livelli di pH statico al fine di raggiungere l'omeostasi. Sebbene gli astrociti siano strettamente correlati ai neuroni e alle funzioni neuronali, non sono cellule neuronali a causa della loro incapacità di propagare i potenziali d'azione. Tuttavia, sono cellule eccitabili che sono in grado di influenzare la trasmissione sinaptica s seguito di trigger cellulari come l'afflusso di calcio. Gli astrociti possono anche rispondere alle lesioni del sistema nervoso centrale subendo gliosi reattiva. Ciò agisce come un evento neuroprotettivo sovraregolando le proteine dei filamenti intermedi per il supporto cellulare strutturale. Una di queste proteine, la proteina fibrillare acida della glia (GFAP) può essere utilizzata come marker per la gliosi reattiva nei tessuti danneggiati.

## Caratteristiche generali
L'astrocitosi di Alzheimer di tipo II si verifica quando la cellula astrocitaria è gonfia e mostra un nucleo grande insieme a un nucleolo significativo. Gli astrociti di Alzheimer di tipo II sono visivamente caratterizzati da una dimensione ingrandita e dalla mancanza di citoplasma. Questi astrociti sembrano essere metabolicamente iperattivi e contengono nuclei vescicolari e nucleoli basofili. Contengono anche una sottile cromatina marginale e quantità eccessive di glicogeno. Gli astrociti di Alzheimer di tipo II possono essere trovati sia nelle aree corticali che sottocorticali, inclusi il tronco encefalico, il cervelletto, la corteccia cerebrale e il talamo.

### Caratteristiche della malattia
Quando nel caso dell'encefalopatia epatica si verifica iperammoniemia, nelle cellule si verificano cambiamenti fenotipici associati nell'aspetto, così come la regolazione dell'espressione genica per le proteine associate alla regolazione del volume cellulare e alla trasmissione degli impulsi neuronali. In precedenti studi sull'encefalopatia epatica, la presenza di astrociti di Alzheimer di tipo II corrispondeva alla degenerazione mitocondriale, così come a caratteristiche fenotipiche precedentemente note come un nucleolo prominente e nuclei pallidi ingranditi. Inoltre, quando questi astrociti sono esposti all'ammoniaca, si riscontra gliopatia, la disregolazione e la disfunzione degli astrociti. Questa gliopatia è ciò che si pensa possa causare encefalopatia nell'insufficienza epatica.

## Patologie
Essa porta a perdite di memoria e difficoltà nel linguaggio del soggetto.